# Лейк-Прери (тауншип, Миннесота)
Лейк-Прери (англ. Lake Prairie) — тауншип в округе Николлет, Миннесота, США. На 2000 год его население составило 652 человека.

## География
По данным Бюро переписи населения США площадь тауншипа составляет 143,1 км², из которых 141,9 км² занимает суша, а 1,2 км² — вода (0,81 %).

## Демография
По данным переписи населения 2000 года здесь находились 652 человека, 235 домохозяйств и 184 семьи.  Плотность населения —  4,6 чел./км².  На территории тауншипа расположено 243 постройки со средней плотностью 1,7 построек на один квадратный километр. Расовый состав населения: 98,93 % белых, 0,77 % афроамериканцев, 0,15 % азиатов, 0,15 % — других рас США.
Из 235 домохозяйств в 34,9 % воспитывались дети до 18 лет, в 69,4 % проживали супружеские пары, в 4,7 % проживали незамужние женщины и в 21,3 % домохозяйств проживали несемейные люди. 17,9 % домохозяйств состояли из одного человека, при том 5,5 % из — одиноких пожилых людей старше 65 лет. Средний размер домохозяйства — 2,70, а семьи — 3,07 человека.
26,1 % населения младше 18 лет, 4,3 % в возрасте от 18 до 24 лет, 27,9 % от 25 до 44, 31,1 % от 45 до 64 и 10,6 % старше 65 лет. Средний возраст — 41 год. На каждые 100 женщин приходилось 118,8 мужчин.  На каждые 100 женщин старше 18 приходилось 121,1 мужчин.
Средний годовой доход домохозяйства составлял 52 614 долларов, а средний годовой доход семьи —  55 500 долларов. Средний доход мужчин —  36 042  доллара, в то время как у женщин — 22 292. Доход на душу населения составил 21 500 долларов. За чертой бедности находились 3,2 % семей и 2,9 % всего населения тауншипа, из которых 1,7 % младше 18 и 8,3 % старше 65 лет.